# ژلزنا (ناحیه بروون)
ژلزنا (به چکی: Železná) یک منطقهٔ مسکونی در جمهوری چک است که در ناحیه بروون واقع شده‌است. ژلزنا ۴٫۰۱ کیلومتر مربع مساحت و ۲۷۲ نفر جمعیت دارد.